# Catedral de Santiago de Bilbau
A Catedral Basílica de Santiago é um templo católico situado na cidade de Bilbau, a capital da Biscaia, no País Basco, Espanha. Desde 1949 que é a sede da Diocese de Bilbau. Foi construída entre o último quartel do século XIV e o início do século XVI em estilo gótico, se bem que a fachada e a torre sejam o resultado de uma profunda reconstrução levada a cabo no século XIX em estilo neogótico. A catedral deve o seu nome a Santiago Maior, o padroeiro de Bilbau devido à cidade se encontrar no ramal costeiro da a rota ancestral de peregrinação que é o Caminho de Santiago. É a igreja gótica mais monumental da Biscaia, apesar de continuar a ser também uma igreja paroquial.

## História
O edifício atual sucedeu a outros que existiram no mesmo local no passado consagrados ao mesmo santo. O primeiro era anterior a 1300, ou sejam mais antigo que a fundação oficial da "vila" de Bilbau, assinalada pela Carta Puebla (de foral) de Diego López V de Haro. Essa primeira igreja tinha uma necrópole em volta das paredes da cabeceira. A segunda igreja foi basicamente uma ampliação do anterior, motivada pelo crescimento demográfico do núcleo urbano. Esta segunda igreja teve existência efémera, pois em 1374 foi arrasado por um grande incêndio, após o qual o Papa Gregório XI ofereceu indulgências a quem desse esmolas para a construção de um novo templo, que tinha um projeto arquitetônico mais ambicioso.
A construção erigida depois do acidente de 1374 é o resultado de um largo período. As obras começaram cerca de 1397, seguindo o estilo gótico clássico então dominante; prolongaram-se lentamente ao longo de um século. Em meados do século XV estavam terminados o trifório e a girola, com as suas cinco capelas centrais. Na segunda metade do século trabalhou-se nas demais capelas da cabeceira e posteriormente, já quase no século XVI, nas capelas laterais da nave. Também nessa altura foram construídos o claustro e na Porta do Anjo (Puerta del Ángel), que lhe dá acesso desde a rua e que incorpora elementos do gótico florido (ou flamejante).
Estando completo o conjunto gótico, já em pleno século XVI foram adicionadas a sacristia, o grande pórtico exterior e o retábulo-mor atualmente inexistente, ambos em estilo renascentista. Crê-se que o retábulo-mor foi uma criação do artista  franco-flamengo Guiot de Beaugrant, um mestre ativo em Bilbau em meados do século XVI, realizada entre 1533 e 1543. Desmontado em 1805, conservam-se desse retábulo quatro estátuas dos Pais da Igreja Latina, atualmente colocados na sacristia e ouros três bustos que se hoje se encontram nas capelas do Pilar, do Cristo do Amor e Santa Lúcia. Em 11 de junho de 1819, Roma outorgou à igreja o título de basílica menor, a primeira do País Basco. Na segunda metade do século XIX foram feitas obras de restauração e renovação, tendo sido reconstruida a sacristia e reformada toda a fachada e torre, em estilo neogótico, em harmonia com as velhas formas góticas, obras essas que deram à igreja o seu aspeto atual.
No primeiro terço do século XX foi restaurado o claustro e no final desse século, quando as águas do Nervión e Ibaizábal invadiram todo o Casco Viejo bilbaíno, inundando a catedral, houve mais obras na igreja, que limparam e repararam  os interiores e exteriores da catedral afetados pelas inundações. Estas obras prolongaram-se até 2000 e devido a elas a catedral encontra-se em perfeito estado de conservação (2010).
Com desmembramento da Diocese de Vitória e a criação da Diocese de Bilbau, a basílica adquiriu dignidade de catedral. A nova diocese foi instituída pela bula Quo Commodius de 2 de novembro de 1949 do Papa Pio XII. Em 1950 tomou posse da sede episcopal o primeiro prelado, Casimiro Morcillo González, que consagrou a catedral a 30 de dezembro de 1955.
A catedral está classificada desde 3 de junho de 1931 como "Bem de Interesse Cultural" na categoria de Monumento Histórico-Artístico Nacional.

## Arquitetura
A catedral de Bilbau destaca-se pelas suas dimensões relativamente pequenas para um catedral espanhola, embora seja bastante grande para a igreja paroquial que era quando foi projetada. O interior tem 51,5 metros de comprimento por 22,5 m de largura, ou seja, 1 100 m² de área, e 22,5 m de altura na nave maior. Os materiais de construção são muito uniformes: silhar de arenito; e produzem um belo colorido, escuro ou cor de vinho branco, com riscas.

### Fachada e torre
Nas décadas de 1880 e 1890 a fachada foi completamente reedificada, tendo sido refeitas o pórtico, a rosácea, a torre e a sua flecha, tudo em estilo neogótico harmonizado com as velhas formas góticas. A fachada neogótica substituiu a fachada barroca do século XVII que incluía uma grande janela gótica. A porta ogival tem quatro arquivoltas com decoração vegetal discreta e flanqueada por esculturas de São Pedro e São Paulo. Mas acima situam-se a rosácea, rodeada por vegetais, uma venera (concha de vieira característica dos peregrinos de Santiago) e a cruz de Santiago. Abaixo desta fileira de símbolos santiaguistas observam-se motivos peculiares nas esquinas: o conopeu, um elemento têxtil de forma cónica e o tintinábulo, um pequeno sino emoldurado por uma coroa. Estes distintivos eram concedidos a igrejas com título de basílica e nos nossos dias não têm valor litúrgico.
A torre atual é a quarta de que se tem notícia, embora tenha havido mais. A primeira que se conhece foi uma construída em estilo barroco no século XVIII, que deu lugar a uma muito maciça que por sua vez foi derrubada no início do século XIX. Em 1883 uma terceira torre neoclássica foi demolida para dar lugar à torre neogótica que existe hoje, desenhada pelo arquiteto Severino de Achúcarro. A nova torre e a fachada foram concluídas em 1891. A torre, de 64 m de altura, é composta por três corpos. O corpo inferior tem contrafortes nas esquinas e tem duas janelas ogivais e arquivolta, além de um relógio na parte superior. O corpo central, confeccionado como o anterior, com silhar branco do Monte Oiz, aloja o campanário, que tem onze sinos fundidos e, 1890, 1895 e 1916, dispostos em três níveis: quatro são de repique e sete de volteio, que são invisíveis por estarem atrás das janelas ogivais e amaineladas. Uma flecha coroa a torre; este terceiro corpo é lavrado em pedra branca proveniente de Angoulême, França.

### Acessos e pórtico
No lado norte situa-se a porta de acesso ao claustro, chamada "Porta do Anjo" (Puerta del Ángel), cujo nome se deve a um retábulo dedicado ao arcanjo São Miguel que havia no claustro. A bela portada  gótica florida data dos primeiros anos do século XVI e foi restaurada em finais do século XX. Um mainel separa as duas portas de entrada abrigadas sob arcos elípticos deprimidos, sobre os quais se estende um amplo tímpano decorado com relevos flamejantes inspirados no símbolo basco do lauburu.
As arquivoltas flanqueiam dois pilares decrescentes, apresentam na parte superior um extradorso canopial, rematado em florão e que enquadra uma vieira ou concha do peregrino, reflexo da incorporação tardia da igreja na tradição de Santiago. Por este motivo, a Porta do Anjo é também chamada Porta dos Peregrinos (Puerta de los Peregrinos).
O grande pórtico foi erigido pelo grande general Villegas, no lado sul do templo, a partir de 1580, onde antes se situava um antigo cemitério; só foi concluído passado um século. As suas grandes dimensões, com um desenho irregular vagamente triangular, explicam-se pela sua função de contraforte de toda a nave da Epístola, que apresentava problemas de cimentação devido à igreja ter sido construída num terreno de marisma. O seu perímetro é definido por sete pilares de secção prismática irregular que sustêm seis arcos de meio ponto. Num dos pilares, o que dá para a rua Tendería estão lavradas as armas da vila como símbolo de possessão e patronato. A atual cobertura abobadada remonta a 1686.
Neste espaço coberto destaca-se a portada meridional de acesso ao templo. É um vão abobadado gótico sem tímpano com arquivoltas apontadas, com decoração angrelada nos seus dois arcos inferiores e decoração iconográfica no arco exterior, que mostra as figuras de profetas sentados debaixo de dosséis. A chave tem dois bustos de um bispo e de um rei, que possivelmente representam os dignitários que ocupavam esses postos quando a igreja foi erigida, D. Gonçalo, bispo de Calahorra e o monarca João I de Castela. O extradorso é guarnecido com uma chambrana decorada com parreiras e que parte de uma das mísulas com as figuras de uma mulher e de um clérigo. Na cúspide há um escudo policromado de Bilbau, realizado no século XVIII, um motivo heráldico que repete o que se vê no pilar do pórtico acima referido. No interior da catedral, o tímpano da portada é ocupado por uma bela escultura da Imaculada, obra de Francisco de Arizmendi realizada por volta de 1783.

### Interior
A planta é basilical, dividida em três naves longitudinais, com a central mais alta que as laterais, constituídas por quatro tramos separados por uma série de pilares circulares com colunas adossadas e rematadas com faixas-capitel lisas. As naves laterais contêm capelas entre os seus contrafortes. Os pilares isolados e os semipilares adossados às paredes suportam as coberturas de abóbada em cruzaria. Estas são simples em todos os tramos das naves exceto no terceiro da nave central, que é mais largo e onde a cruzaria se complica com terciarões retos, e na capela-mor, cuja abóbada é em estrela. As intersecções dos nervos estão decoradas com chaves. De assinalar que no mobiliário do templo, constituído por retábulos e peças escultóricas, não figuram nem enxoval litúrgico nem ourivesaria; uma seleção das melhores peças desse tipo estão expostas no Museu Diocesano de Arte Sacra, instalado no antigo Convento da Encarnação de Achuri.

#### Trifório e vitrais
Verticalmente, a igreja desenvolve-se em três níveis, compostos pelos arcos laterais, pelo trifório ornamental, um elemento que embeleza o edifício e o rodeia em todos os seus lados exceto na parede de fecho dos pés, e pelos vitrais. Estes foram realizados em diversas épocas da segunda metade do século XIX, em estilo neogótico e dividem-se em 17 janelas e três rosáceas. Só as vidraças da cabeceira têm representações figurativas: a Trindade no centro e aos seus lados dois pares de apóstolos. As janelas que iluminavam à parte inferior das naves antes de serem construídas as capelas, que dispõem de vãos de iluminação particulares, estão atualmente cegadas com aplicações de alabastro.

#### Charola e capela-mor
A cabeceira apresenta uma ampla charola ou deambulatório, cujo abobadado se articula em sete tramos alternadamente triangulares e quadrados, possivelmente por influência de algumas construções góticas francesas, os quais alojam outras tantas capelas radiais, formando um semicírculo. A capela-mor tem planta trapezoidal de seis lados, dos quais os três posteriores se abrem para a charola com outros tantos arcos ogivais, que ligam numa série ininterrupta as duas filas de arcos laterais. No presbitério, um espaço que foi remodelado no ano 2000, dispõe-se o cadeiral dos cónegos, que emoldura a cátedra (símbolo da sede episcopal). No centro encontra-se a mesa do altar, com a sua original forma circular e apoiada sobre doze colunas que simbolizam os apóstolos.

#### Coro
Devido a ser originalmente uma mera igreja paroquial, o coro não se situa num espaço central da nave ao nível do solo, como é habitual nas catedrais espanholas, mas elevado no primeiro tramo da nave, na sua parte anterior. Acolhe um órgão clássico batizado com o nome do compositor alavês Jesús Guridi, que foi organista da catedral entre 1918 e 1939. O órgão atual foi construído em 2001 e instalado em 2002, em substituição de outro fabricado pela empresa alemã Ibach que tinha sido doado por uma benfeitora local, Casilda Iturriza, em 1890.

#### Sacristia
Construída em estilo gótico-renascentista no século XVI e amplamente remodelada em finais do século XIX, é um espaço retangular, com eixo perpendicular ao do templo, adossado à torre pelo lado norte e também ao lado ocidental do claustro, com o qual partilha metade da parede e com o qual comunica. É composta por três tramos com cobertura de abóbada em cruzaria, com as chaves decoradas e os nervos apoiados em grandes mísulas figurativas. Os espaços da abóbada entre os nervos estão atualmente pintadas com um chamativo azul celeste. Debaixo das mísulas, penduradas na parede e apoiadas em pedestais, encontram-se imagens dos quatro Santos Padres da igreja latina: Santo Agostinho, São Jerónimo, Santo Ambrósio e São Gregório Magno, que pertenceram ao retábulo-mor da igreja, realizado por Guiot de Beaugrant entre 1533 e 1543. Na parede norte há uma pintura a óleo da Imaculada Conceição da primeira metade do século XVIII, que é uma cópia da de Nossa Senhora da Portería em Ávila. O mobiliário da sacristia inclui ainda um crucifixo do século XVI.

#### Cripta-oratório
Situa-se debaixo do altar-mor e em frente à Capela do Sacrário. É acessível por uma escadaria no deambulatório. Ali se preservou como testemunho arqueológico pare da parede da cabeceira da primeira igreja de Santiago, que já existia antes da fundação da vila de Bilbau em 1300. Também se pode contemplar uma arca que contém as relíquias de São Frutuoso, São Bonifácio e outros mártires, que juntamente com os nomes dos santos e beatos ligados à diocese que se encontram nas paredes, pretendem oferecer ao visitante um testemunho da tradição cristã local nesse espaço de oração.

#### Capelas
As quinze capelas, alojadas entre os contrafortes, não atingem a altura das naves baixas, à exceção das cinco do centro do deambulatório, projetadas desde o princípio e construídas ao mesmo tempo que a cabeceira, pois foram financiadas por paroquianos endinheirados que queriam ali ser sepultados. O percurso pelas capelas começa na da Virgem do Pilar, na nave do Evangelho (orientada a norte, à esquerda da porta principal), dando a volta a toda a igreja, no sentido dos ponteiros de um relógio.

##### Capela da Virgem do Pilar
Aberta no segundo tramo da nave do Evangelho, era dedicada a São Julião e às Almas até 1725. Nesse ano, a criação de uma confraria dedicada à Virgem do Pilar levou a que se dedicasse a capela aquela advocação mariana. O espaço retangular é coberto com cruzaria de quatro nervos e há uma janela que dá para ala sul do claustro. Tem um retábulo barroco de cerca de 1760, que num arcossólio contém uma imagem da Virgem do século XVI de talha fina, atribuída ao atelier franco-flamengo dos Beaugrant. A imagem esteve originalmente no retábulo-mor da catedral, já desaparecido, sendo então conhecida como Virgem dos Prodígios. Quando a capela foi dedicada à Virgem do Pilar, no final do século XVIII, a imagem foi colocada sobre um pilar prateado. Aos seus pés está um escultura orante de Santiago Peregrino, que é datável da segunda metade do século XVIII.
Já fora da capela, no seu prolongamento, correspondente ao braço setentrional do cruzeiro, encontra-se outro Santiago Peregrino, esculpido em madeira pelo escultor Pérez Comendador em 1955, por ocasião da consagração da catedral.